# Morten Skou
Morten Stellfeld Skou (født 5. oktober 1987) er en dansk håndboldspiller, der spiller i Ajax København. Morten Skou spiller i trøjenummer 19, som venstre fløj.
Morten Skou spillede i Elite 3000 Helsingør inden de fusionerede med Nordsjælland Håndbold, som han dermed blev en del af. Som ungdomsspiller har Morten Skou slået sine folder i bl.a. Espergærde IF, Virum samt Team Tvis Holstebro. Morten Skou spiller nu i den Norske ligaklub ØIF Arendal. Morten Skou spillede i starten af januar med i en træningsturnering, for sin nye klub, hvor han er var medvirkende til at klubben vandt turneringen og et beløb på 100.000 kr. – i en turnering hvor bl.a. hold som Stord, TMS Ringsted og Drammen, var regnet som farvoritter.